# Цзин-цзун
Император Цзин-цзун династии Ляо (кит. 辽 景宗, 948—982), личное имя Елюй Сянь (кит. 耶律 贤, также Минцзи (明扆)) — 5-й император династии Ляо, царствовал с 969 по 982.

## Ранние годы
С четырёх лет находился на воспитании у императора Му-цзуна

## Восшествие на престол
Император Му-цзун был убит на охоте 12 марта 969 года. Неизвестно был ли это заговор или всё произошло случайно. Елюй Сянь находился на некотором удалении от ставки императора. С ним находился управляющий двора Сяо Сывэнь, шумиши Гао Сюнь, Утром они прибыли на место убийства Му-цзуна с 1000 всадников.
Сын Ши-цзуна Сянь был наиболее подходящей кандидатурой на занятие престола. Хотя со времён Абаоцзи в государстве киданей не прекращались столкновения князей рода Елюй по поводу наследования, на сей раз киданьская знать решила добровольно подчиниться Цзин-цзуну. Была объявлена всеобщая амнистия и объявлена эра Баонин — "охраняющий спокойствие). Елюй Ила — начальник императорских телохранителей была казнён за недосмотр в охране. Сяо Сывэнь и Гао Сюнь стали ключевыми фигурами при дворе.
Новый император был слаб здоровьем. В его жизни большую роль играли помощники из числа чиновников и обитательницы женской части дворца.

## Внутренняя политика
Император Цзин-цзун сделал несколько важных вкладов в государство Ляо. Он начал использовать перебежчиков из Северной Хань, назначать их на должности в правительство. Это позволило правительству работать более эффективно и ускорить преобразование родо-племенного общественного строя Ляо в феодальное общество.
Он обрушился на коррупцию в правительстве, арестовав взяточников и недееспособных. Цзин-цзун также принимал критику. Он отменил традицию охоты, чтобы не разделить судьбу Му-цзуна. Лишь после этого Цзин-цзун начал готовить войну против своих южных соседей.
В 970 году, только вернувшись в Восточную столицу, император посмертно провозгласил своего деда, старшего сына Абаоцзи, Елюя Туюя императором с титулом Жанго-хуанди
В 973 году император издал указ инструктирующий чиновников подавать ему доклады по разным поводам, что отличало его от предшественника пренебрегавшего делами.
В начале 974 года император объявил, что наконец-то (спустя почти 5 лет) раскрыл убийство своего предшественника и казнил 7 слуг Му-цзуна.
В 975 проблемы возникли на северо-востоке Ляо. Командующий области Хуанлунфу Янь По начал восстание для восстановления Бохая. Император отправил войска. Восставший был разбит через два месяца и бежал в Динъань, где кидани не решились его преследовать, но увели население восставших областей.
Другую проблему представляли чжурчжэни, которые с 970-х начали нападать на границы Ляо. В 976 они вторглись в Телин и разграбили 5 крепостей в Гайпине. Сунская империя пыталась установить надёжный контакт с чжурчжэнями и Динъань для совместных действия против Ляо.
В 976 году император определил 4 чиновников и разослал их по сторонам света, чтобы они искали в Ляо сирот, которым нужно оказать помощь за государственный счёт. В конце года было направлено крупное посольство в Сун для улаживания формальностей в связи со смертью императора Чжао Куанъиня.
В 978 был арестован амбань Нюйли, при обыске у него дома обнаружили 500 комплектов доспехов и письмо от Гао Сюня, который замышлял устранить своего конкурента Сяо Сывэня. Сюнь и остальные заговорщики были казнены.
В 979 император, в разгар войны с Сун увлёкся охотами и пирами, но получил доклад-увещевание от чиновников, напомнивших ему о печальной участи Му-цзуна, прекратил забавы. В день зимнего солнцестояния в ознаменование успехов войне с Сун была провозглашена эра Цяньхэн, проведена амнистия.
В 980 году был раскрыт заговор Чун-вана Сииня, сына Лиху. Заговорщики были арестованы. В 381 году последовали новые аресты, на этот раз было выяснено, что часть гарнизона столицы из этических китайцев (то есть ханьцев) замешан в заговоре и ожидает занятие престола Сиинем или его сыном. Зговорщики были казнены, комендант столицы пожалован чином. В следующем году Сиинь умер (или был) убит в тюрьме.
Ставшее совершенно не нужным государство Дундань было ликвидировано в 982 году.

## Внешняя политика
Империя Сун на юге не собиралась мириться с киданьским контролем над Северной Хань, считая эти земли китайскими, а значит исключительно сунскими.
Уже в 969 году сунские войска атаковали Тайюань. Елюй Учжи, подойдя с небольшим войском, смог напугать сунцев повелев воинам зажечь много снопов хвороста пока они находились в горах на перевале. Сунцы решили что подошло большое войско и отступили. Учжи стал юйюэ.
В 971 году Елюй Сиди ходил походом на племя диле, трофеи были принесены императору.
В 973 году умер Елюй Учжи. Чжурчжэни совершили крупный набег на Ляо и убили отдного из киданьских генералов. Но вскоре чжурчжэни послали своих вождей к императору и попросили их помиловать.
В 3-м месяце 974 года сунский посол привёз императору предложение о заключении мира. Елюй Чан был отправлен послом в Сун для проведения переговоров по этому поводу.
В 974—975 году Ляо и Сун временно установили дружественные отношения. В 976 сунцы почувствовали себя достаточно уверенно, что бы начать наступление на Северную Хань. Кидани стали оказывать ханьцам возможную помощь, не вступая в открытую войну. Было отправлено 200 000 мешков зерна.

### Война с Сун (979-982)
В 979 Сун потребовала от Цзин-цзуна прекратить помощь Хань в ультимативной форме. Началась открытая война.
Первый конфликт Цзин-цзуна с Сун начался когда Сун вторглась (во втором месяце) в Северную Хань. Посланные киданями подкрепления во главе с Елюй Ша и Цзи-ваном Диле, в качестве заместителя. Когда войска выступили, император передал свою гвардию под начало Елюя Сечжэня и приказал ему следовать за Ша, руководя операцией. Следом за ними император отправил Елюя Шаньбу и Ханьбу. Елюй Ша встретил сунские войска на берегу горной реки у перевала Баймалин. Ша приказал дожидаться подкреплений, но Диле и другие офицеры решили, что смогут атаковать самостоятельно. Когда переправилась половина войск сунцы ударили. В ляоском войске началась паника. От истребления ляоскую армию спасли войска Сечжэня которые подошли на расстояния выстрела и дали совместный залп из луков, тогда сунцы вернулись на свой берег. Диле и многие знатные кидани были убиты.
В 5-м месяце ханьские войска были разбиты в хэдуни. Некоторые командующие из ханьской армии начали бежать в Ляо. В следующем месяце Лю Цзиюань сдался сунским войскам и Северная Хань прекратила своё существование. Воодушевлённые сунцы атаковали ляоский город Пекин. Император отправил Елюя Сиди и Сяо Таогу спасать положение. У реки Шахэ, недалеко от Пекина, ляосцы были разбиты. Сиди стал избегать боя, но получил строгий выговор от императора. Сунцы обложили Пекин и приступили к рытью тоннелей для обрушения стен, примерно половина населения была не против перехода под власть Сун. Елюй Сюэгу и Хань Дэжан сплотили обороноспособное население и смогли отбросить 300 сунских воинов, забравшихся на стены. На реке Юндинхэ ляосцы схватились с сунцами. Сначала кидани были оттеснены, но потом подоспели войска Сюгэ и Сечжэня. Гарнизон Пекина вместе со многими горожанами вышел в поле. Сюгэ и Сэчжэнь ударили по флангам сунцев. Сунская армия бежала. Потери составили 10 000 человек, кидани преследовали армию 30 ли. Сюгэ получил три раны и не мог ехать в седле. Он приказал запрячь ему колесницу и настиг отступивших сунцев, благодаря чему весь их обоз был захвачен. Император приказал наградить командующих гарнизоном Пекина. Елюй Ша и Мозци получили некрупное взыскание за первоначальные неудачи, но позже император решил наградить их за общий успех. Елюй Сиди был поколочен императором лично за бегство во время сражения, но предан суду не был из-за сохранения порядка в войсках. Отряд которым командовал убитый Диле и который бежал первым был наказан: солдат казнили, а офицеров наказали палками.
В 9-м месяце император приказал вторгнуться в Сун и покарать их. Войсками Ляо командовали: датун Хань Куансы, Елюй Ша — цзяньцзюнь, тиинь Елюй Сюгэ, великкий ван южного двора Елюй Сечжэнь, ван Мочжи. В другую армию вошёл датунский Цзедуши Елюй Шаньбу с войсками из Шанси. У города Маньчэн Куансы и Сюгэ в арьергарде встретили сунскую армию. Первый бой не принёс победу ни одной из сторон. Ночью кидани привели к Куансы перебежчика из армии противника, который заявил, что многие из войска Сун хотят сдаться. Куансы поверил этому и решил принять капитуляцию. Сюгэ тщетно пытался его отговорить и позже занял оборону на близлежащем холме. Утром сунские войска напали на Куансы и разбили его, но Сюгэ сам перешёл в атаку и отбросил сунцев. Куансы был приговорён к смерти, но по просьбе императрицы помилован, хотя и наказан палками. Сюгэ был награждён.
В конце 980 года Цзин-цзун лично отправился в поход против Сун. Первое столкновение произошло у заставы Вацяогуань (Сюнсянь). Ночью к заставе подошло сунское подкрепление, но Сяо Гань и Елюй Хэндэ отразили южан. Комендант заставы Чжан Ши (張師) вышел с гарнизоном на помощь, но Цзин-цзун ударил по нему и Ши был зарублен Сюгэ. Далее Сэгэ собрал войска и переправился через речку Ишуй (於水) и напал на перестраивающихся сунцев. Сунская армия была разбита, кидани получили много трофеев и захватили командиров. Сюгэ был награждён конём и золотой чашей. На китайский Новый год Сюгэ был объявлен юйюэ. Тем не менее кидани вернулись на север.
Летом 982 года начался новый поход, целью стал город Маньчэн. На этот раз кидани попали в засаду устроенную сунцами, часть армии погибла под градом стрел. Елюй Шаньбу попал в окружение, но Елюй Сэчжэнь выручил его. Шаньбу был наказан палками за недосмотр. В следующем месяце император приказал возвращаться.

## Смерть
Император Цзин-цзун отправился на охоту в горы недалеко от нынешнего Датуна, тогда Юньчжоу (雲州). Там он заболел с скоропостижно скончался